# End of the Century
End of the Century je páté studiové album americké punk rockové skupiny Ramones. Jeho nahrávání probíhalo v květnu 1979 a vyšlo až v únoru 1980. Producentem alba byl Phil Spector a vyšlo u Sire Records. V žebříčku Billboard 200 se umístilo nejlépe na 44. příčce.

## Seznam skladeb
| Pořadí | Název                                | Autor                                     | Délka |
| ------ | ------------------------------------ | ----------------------------------------- | ----- |
| 1.     | Do You Remember Rock 'n' Roll Radio? | Ramones                                   | 3:50  |
| 2.     | I'm Affected                         | Ramones                                   | 2:51  |
| 3.     | Danny Says                           | Ramones                                   | 3:06  |
| 4.     | Chinese Rock                         | Dee Dee Ramone, Richard Hell              | 2:28  |
| 5.     | The Return of Jackie and Judy        | Ramones                                   | 3:12  |
| 6.     | Let's Go                             | Ramones                                   | 2:31  |
| 7.     | Baby, I Love You                     | Phil Spector, Jeff Barry, Ellie Greenwich | 3:47  |
| 8.     | I Can't Make It on Time              | Ramones                                   | 2:32  |
| 9.     | This Ain't Havana                    | Ramones                                   | 2:18  |
| 10.    | Rock 'n' Roll High School            | Ramones                                   | 2:38  |
| 11.    | All the Way                          | Ramones                                   | 2:29  |
| 12.    | High Risk Insurance                  | Ramones                                   | 2:08  |

| Bonusy na reedici z roku 2002 | Bonusy na reedici z roku 2002             | Bonusy na reedici z roku 2002 | Bonusy na reedici z roku 2002 |
| Pořadí                        | Název                                     | Autor                         | Délka                         |
| ----------------------------- | ----------------------------------------- | ----------------------------- | ----------------------------- |
| 13.                           | I Want You Around (verze ze soundtracku)  | Ramones                       | 3:05                          |
| 14.                           | Danny Says (demo)                         | Ramones                       | 2:19                          |
| 15.                           | I'm Affected (demo)                       | Ramones                       | 2:47                          |
| 16.                           | Please Don't Leave (demo)                 | Ramones                       | 2:22                          |
| 17.                           | All the Way (demo)                        | Ramones                       | 2:31                          |
| 18.                           | Do You Remember Rock & Roll Radio? (demo) | Ramones                       | 3:43                          |
| 19.                           | End of the Century Radio Promo            | Ramones                       | 0:59                          |

## Obsazení
- Joey Ramone – zpěv
- Johnny Ramone – kytara
- Dee Dee Ramone – baskytara, doprovodný zpěv
- Marky Ramone – bicí
- Steve Douglas – saxofon
- Barry Goldberg – klavír, varhany
- Jim Keltner – bicí